# Ixodes sculptus
Ixodes sculptus este o specie de căpușe din genul Ixodes, familia Ixodidae, descrisă de Neumann în anul 1904. Conform Catalogue of Life specia Ixodes sculptus nu are subspecii cunoscute.